# Sztárom a párom
A Sztárom a párom (eredeti címén Notting Hill) 1999-ben bemutatott brit–amerikai romantikus film Julia Roberts és Hugh Grant főszereplésével. Rendezője Roger Michell, forgatókönyvírója Richard Curtis, zeneszerzője Trevor Jones volt. A forgatás nagyrészt London Notting Hill városrészében zajlott.
A filmet külföldön 1999. május 21-én, Magyarországon 1999. október 7-én mutatták be.

## Cselekmény

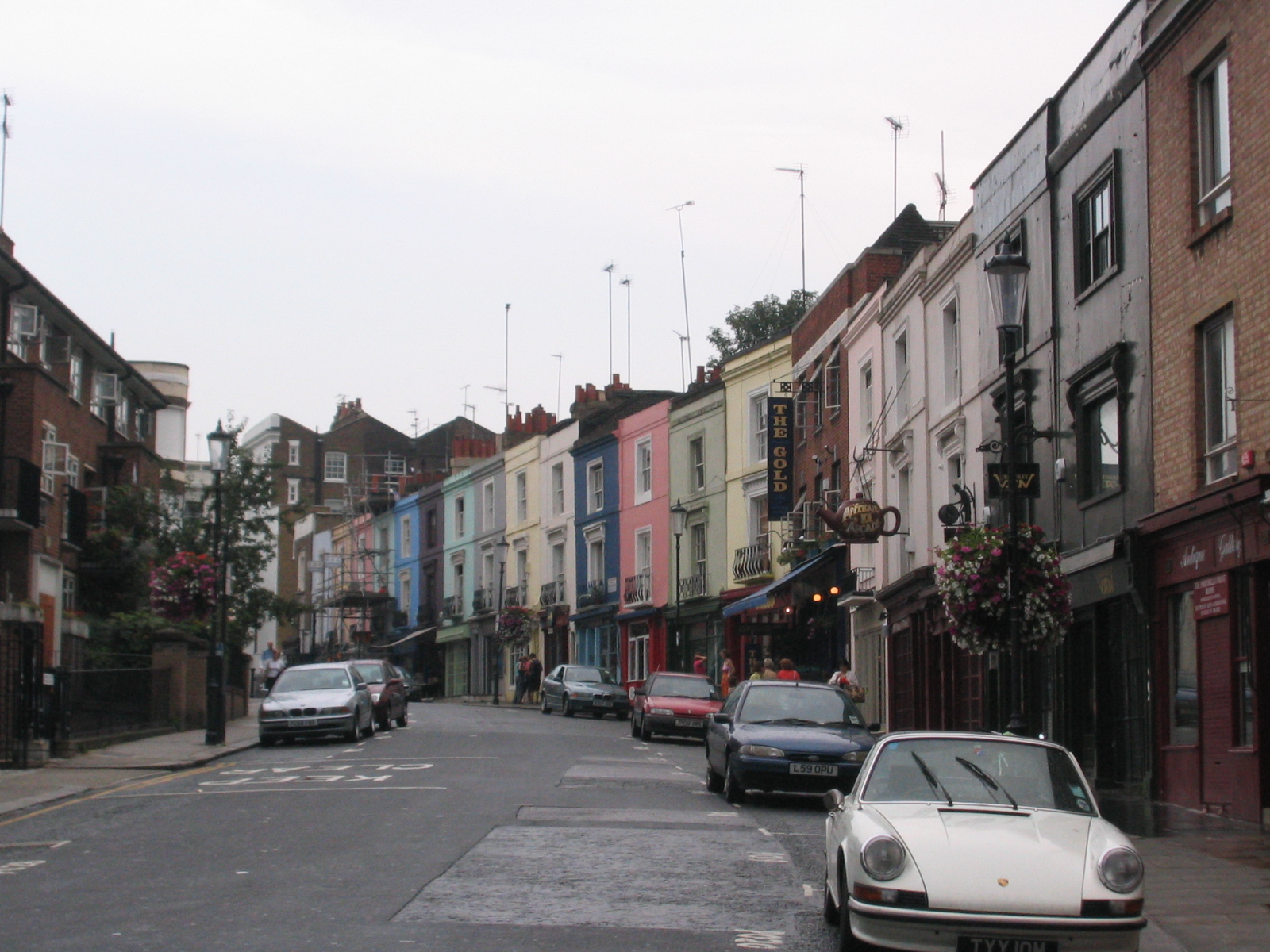
A Portobello Road, ahol a forgatás nagy része zajlott

William Thacker (Hugh Grant) londoni átlagpolgár, aki lakótársával, a kissé lökött walesi Spike-kal (Rhys Ifans) él egy kis lakásban a Notting Hillvárosrészben, miután felesége elhagyta. Egy kicsi, útikönyveket árusító könyvesbolt tulajdonosa, munkatársával, Martinnal ketten vezetik a boltot. Egy nap váratlan vendég érkezik a boltba: Anna Scott (Julia Roberts), a híres hollywoodi színésznő, aki új filmjét népszerűsíteni jött Londonba. Távozása után Will elugrik a boltba, hogy hozzon magának és Martinnak valamit inni, ám a visszaúton belebotlik Annába, és véletlenül ráönti a narancslevet. Felajánlja a feldúlt színésznőnek, hogy átöltözhet nála, aki el is megy vele a csupán néhány méterre lévő lakásába, majd távozásakor egy csókot ad Willnek.
Néhány nap múlva Spike közli Willel, hogy kereste őt egy Anna nevű amerikai nő a Ritz szállodából. Will a Lovak és kutyák magazin szerkesztőjének adja ki magát, hogy bejusson a színésznő lakosztályába. Anna közli vele, hogy elmarad az esti programja, és felajánlja, hogy lesz Will barátnője a férfi húgának aznap esti születésnapi vacsoráján. Az este folyamán megismerkedik Will barátaival: Max-szel, a "környék legrosszabb szakácsával", feleségével, a tolószékbe kényszerült Bellával, a bróker Bernie-vel, valamint a születésnapos Honey-val, Will húgával. Vacsora után Will visszakíséri Annát a hotelbe, ám előtte tesznek egy romantikus kitérőt egy kis parkba, ahol Anna megcsókolja Willt, és egy padra ülnek. Másnap elmennek vacsorázni, majd a hotelbe visszaérve kiderül, hogy Annának barátja van, a szintén színész Jeff King (Alec Baldwin), aki épp akkor érkezett meg Londonba. William csalódottan távozik, Annáék pedig ezután elrepülnek Londonból. Will barátai segíteni próbálnak a férfinak kiheverni a csalódottságát, így vakrandikat szerveznek neki.
Egy nap aztán váratlanul ismét Anna tűnik fel Will ajtajában, feldúltan. Kiderül, hogy a nőre rászállt a média, miután előkerült néhány régi pornográf felvétele, így kellett keresnie egy helyet ahol elrejtőzhet. Will és Anna kettesben töltik az időt: a nő szerepeit gyakorolják, és együtt vacsoráznak, ahol a nő Marc Chagall La Mariée című festményének mását fedezi fel a falon, és elmondja Willnek, hogy szerinte ilyennek kell lennie a szerelemnek is, mint a festményen. Ezt követően együtt töltik az éjszakát is, reggel pedig Anna reggelit készít Willnek, és megkérdezi, hogy maradhat-e még. Ám ekkor fotósok hada jelenik meg az ajtónál, mert Spike a kocsmában kikotyogta barátainak, hogy hol tartózkodik Anna Scott. A nő dühösen közli Willel, hogy a botrány ezek után sosem fog véget érni, valamint hogy megbánta hogy odament, és csalódottan elviharzik.
Will próbálja magát túltenni az eseményeken, és már majdnem sikerül is neki, mikor néhány hónap múlva Max közli, hogy Anna visszatért Londonba egy Henry James-film forgatására, immár Oscar-díjas színésznőként. Will el is megy a helyszínre, ahol összefut Annával, aki meghívja a forgatásra, ám a férfi egy fejhallgató segítségével fültanúja lesz, ahogy Anna egy másik színésznek azt mondja, Will csak egy jelentéktelen ember a múltjából. Will ezután otthagyja a forgatást.
Másnap azonban Anna ismét feltűnik a könyvesboltban, egy ajándékkal. Megkérdezi Willt, hogy folytathatnák-e a kapcsolatot, miután már szakított a barátjával, és hogy tudná-e őt még Will szeretni. A férfi felhozza a forgatáson hallottakat, ám kiderül, hogy Anna csak a magánéletét próbálta óvni a "város legnagyobb pletykafészkétől". A férfi azonban nemet mond, mondván a szíve nem bírná ki ha újra eldobnák, és egy búcsúcsók után a nő távozik. Később kiderül, hogy az ajándék, amit hozott, Chagall La Mariée-jének eredetije.
Will azonban megbánja döntését, miután Spike közli vele, hogy egy idióta volt, mert elutasította a nőt aki szereti őt. Will és barátai autóba ugranak és keresztülszáguldanak Londonon a Savoy szállóhoz, ahol Annáék sajtótájékoztatót tartanak. A színésznő arra a kérdésre, hogy meddig marad Londonban, azt válaszolja, hogy azonnal elmennek onnan, ám ekkor megérkezik Will, aki mint a Lovak és kutyák riportere, felteszi a kérdést, megbocsájtana-e neki Anna, ha rájönne hogy egy idióta volt és megbánta volna, amit mondott. Az igenlő válasz után a riporterek újból felteszik a kérdést: Anna meddig marad Londonban amire a válasz: "Talán örökké". Később összeházasodnak, a film pedig a parkban lévő padon ér véget, ahol korábban is ültek: Will könyvet olvas, a terhes Anna pedig az ölében fekszik.

## Szereposztás
| Szereplő | Színész           | Magyar hang     |
| --- | ----------------- | --------------- |
| Anna Scott | Julia Roberts     | Tóth Enikő      |
| William Thacker | Hugh Grant        | Stohl András    |
| Bernie | Hugh Bonneville   | Csuja Imre      |
| Honey | Emma Chambers     | Götz Anna       |
| Martin | James Dreyfus     | Kerekes József  |
| Spike | Rhys Ifans        | Győri Péter     |
| Max | Tim McInnerny     | Fazekas István  |
| Bella | Gina McKee        | Juhász Judit    |
| Jeff King | Alec Baldwin      | Rátóti Zoltán   |
| Tony | Richard McCabe    | Besenczi Árpád  |
| Rufus, a tolvaj | Dylan Moran       | Csőre Gábor     |
| Színész | Matthew Modine    | –               |
| Idegesítő vásárló | Roger Frost       | Varga T. József |
| Hotelalkalmazott a Ritz-ben | Henry Goodman     | Rudas István    |
| A Szabadidő magazin riportere | Julian Rhind-Tutt | Bozsó Péter     |
| Karen, Anna sajtóügynöke | Lorelei King      | Hullan Zsuzsa   |
| Anna sajtófőnöke | John Shrapnel     | Barbinek Péter  |
| További magyar hangok: Galambos Péter, Orosz István, Mánya Zsófia, Breyer Zoltán, Lázár Sándor, Mics Ildikó, Farkasinszky Edit, Faragó András, Cs. Németh Lajos, Czvetkó Sándor, Garai Róbert |                   |                 |

## Filmzene
A film zenéjét Trevor Alfred Charles Jones  (IPI kód 00046990155) szerezte. Emellett számos előadó írt dalokat a filmhez, többek között Elvis Costello, aki Charles Aznavour "She" című dalát dolgozta fel, Shania Twain ("You've Got A Way", remix verzió), vagy éppen Ronan Keating, aki a film kedvéért dolgozta fel a "When You Say Nothing at All" című dalt, amely az Egyesült Királyságban a zenei listák élére került. A No Mater What Andrew-Lloyd Webber egyik korábbi darabjából származik; címe: Whistle Down the Street (1996). A Pulp együttes "Born to Cry" című dala a filmzenei album európai kiadásán jelent meg. Bill Withers "Ain't No Sunshine" című szerzeménye is feltűnik a filmben. Tony és Bernie a filmben, az étterem utolsó estéjén a "Blue Moon" című számot játsszák zongorán.
A filmzenei album az Island Records kiadásában jelent meg. A film zenéjét a Gareth-testvérek és Simon Rhodes vették fel.
Az amerikai kiadás dalai
1. "No Matter What" – Andrew-Lloyd Webber–Jim Steinman ISWC T-071.001.338-9 előadó: Boyzone
2. "You've Got a Way" (Notting Hill remix) – Robert John Lang(wd)–Shania Twain T-011.521.299-1 Shania Twain
3. "I Do (Cherish You)" – Daniel Grafton Hill–Stegal Robert Keith ISWC: T-071.602.396-9 előadó: 98 Degrees(wd)
4. "She" – Charles Aznavour–Herbert Kretzmer ISWC: T-050.395.591-6, előadó: Elvis Costello (feldolgozás)
5. "Ain't No Sunshine" – William Harrison Withers jr. ISWC: T-070.880.581-5, Bill Withers (eredeti felvétel)
6. "How Can You Mend a Broken Heart?" –Barry Alan Gibb –Robin Hugh Gibb, ISWC: T-011.363.546-3, előadó: Al Green (Albert Leornes Green)
7. "Gimme Some Lovin'" –Steve Winwood–Spencer Davis–Muff Winwood, ISWC: T-011.347.446-6 The Spencer Davis Group
8. "When You Say Nothing at All" -Paul Lester Overstreet–Donald Alan Schlitz; ISWC: T-070.247.910-4 előadó: Ronan Keating (feldolgozás)
9. "Ain't No Sunshine" –William Harrison Withers jr. ISWC: T-070.880.581-5, Lighthouse Family (feldolgozás)
10. "From the Heart" -Diane Eve Warren, ISWC: T-070.894.089; előadó: Another Level
11. "Everything About You" - Steve Poltz, ISWC: T-700.151.061-0 Steve Poltz (wd)
12. "Will and Anna" – ISWC: T-010.234.547-0 Trevor Jones (filmzene)
13. "Notting Hill" – ISWC: T-909.205.227-2 Trevor Jones (filmzene)

A teljes filmzenét részeire bontva is azonosítóval látták el. Így együtt az ISWC 29 zeneművet sorol fel:
T-010.704.275-0 On the Rooftop
T-010.024.098-9 Anna's Numbers
T-010.704.282-9 You'll Be My Date
T-010.704.272-7 Honey Purposes
T-010.704.268-1 Girlfriends
T-010.704.276-1 Outside the Ritz
T-010.704.264-7 Big Feet
T-010.704.263-6 Anna Leaves Bookshop
T-010.704.269-2 Gramercy Park
T-010.704.280-7 Walk to Bookshop
T-910.493.340-6 Hotel Lobby
T-010.704.271-6 He's no One
T-900.067.849-9 a film összes dala
T-901.700.016-7 The Collision
T-010.704.281-8 Walk to Garden
T-010.704.277-2 Ritz Reception
T-010.704.273-8 Interviewing Co-Stars
T-010.704.265-8 Bus to Ritz
T-010.704.267-0 Dream Scenario
T-010.704.270-5 Hamsted Heath
T-010.704.261-4 Anna Enters Bookshop
T-900.076.160-4 az egész filmzene
T-010.234.096-4 Notting Hill
T-010.704.266-9 Destined To Be Alone
T-901.700.017-8 Notting Hill
T-010.704.262-5 Anna Exits Caravan
T-010.704.278-3 Spontaneous Kiss
T-010.704.279-4 Trafalgar Square Interview
T-010.705.040-7 The Love Scene

## Fogadtatás
A film általánosságban pozitív kritikai fogadtatásban részesült, a Rotten Tomatoes oldalon pl. 82%-os értékelést kapott. A premier a Leicester Square-en lévő Odeon moziban volt 1999. április 27-én. A film hazájában 116 089 678 $ bevételt hozott, míg világszerte 363 889 678 $-t. Az első hétvégén 27,7 millió dolláros bevételével amerikai rekordot döntött, mint a legtöbb bevételt hozó romantikus film. 1999-ben a 16. legjövedelmezőbb film lett.

## Fordítás
- Ez a szócikk részben vagy egészben  a   Notting Hill (film) című angol Wikipédia-szócikk ezen változatának fordításán alapul.  Az eredeti cikk szerkesztőit annak laptörténete sorolja fel. Ez a jelzés csupán a megfogalmazás eredetét és a szerzői jogokat jelzi, nem szolgál a cikkben szereplő információk forrásmegjelöléseként.